# Ngọc Định
Ngọc Định là một xã thuộc huyện Định Quán, tỉnh Đồng Nai, Việt Nam.
Xã Ngọc Định có diện tích 43,73 km², dân số năm 1999 là 7.896 người, mật độ dân số đạt 181 người/km².

## Hành chính
Xã Ngọc Định được chia thành 5 ấp: Hòa Đồng, Hòa Hiệp, Hòa Thành, Hòa Thuận, Hòa Trung.